# M15 (mina)
M15 – amerykańska przeciwgąsienicowa (z zapalnikami M600, M603 i M608) lub przeciwdenna (z zapalnikiem M624) mina przeciwpancerna.
Mina M15 jest powiększoną wersją pochodzącej z okresu II wojny światowej miny M6. Początkowo mina była wyposażona w zapalnik chemiczny M600 ale z uwagi na jego wady zastąpiono go mechanicznym M603. Później zastosowano zapalnik M608 który powoduje eksplozję przy drugim naciśnięciu i uodparnia w ten sposób minę na trałowanie trałami naciskowymi. Czwartym typem stosowanego zapalnika jest prętowy M624. W bocznej ścianie korpusu miny znajduje się drugie gniazdo zapalnika w które można wkręcić dodatkowy zapalnik nadający minie M15 cechy miny nieusuwalnej.

Składa się z metalowego kadłuba o kształcie cylindrycznym, pokrywy naciskowej wspartej na sprężynie płaskiej, zapalnika oraz ładunku materiału wybuchowego.
Mina mogła być ustawiana ręcznie lub mechanicznie (przy pomocy ustawiacza M57 ATMDS).
Korpus miny M15 został wykorzystany do budowy miny chemicznej M23.